# 恩赦法
恩赦法（おんしゃほう、昭和22年3月28日法律第20号）は、恩赦に関する日本の法律である。

## 概要
日本においては、恩赦は以下の種類に分かれている。
大赦
政令により罪の種類を定めて行い、有罪の言渡しを受けた者についてはその言渡しは効力を失い、有罪の言渡しを受けていない者については公訴権が消滅する（恩赦法2条、3条）。大赦があった時点で受刑者は刑務所から釈放され、その時点で刑事事件の被告人である者に対しては免訴の判決が言い渡され（刑事訴訟法337条3号）、その時点で捜査中の者については捜査が終了する。
特赦
有罪の言渡しを受けた特定の者について、有罪の言渡しの効力を失わせるものである（恩赦法4条、5条）。特赦の時点で有罪の判決を受けていない者に対しては効力がない。
減刑
刑の言渡しを受けた者に対して、政令で罪若しくは刑の種類を定めて行うもの（一般減刑）と、刑の言渡しを受けた特定の者に対して行うもの（特別減刑）があり、一般減刑の場合は刑が減軽され、特定減刑の場合は刑の減軽又は刑の執行が減軽される。つまり、刑が軽い種類のものに変更されたり、懲役刑等の期間の短縮が行われる。また、執行猶予期間中の者については、猶予の期間を短縮することもできる（恩赦法6条、7条）。
刑の執行の免除
刑の言渡しを受けた特定の者に対して行うものであるが、刑の言渡しの効力がなくなるわけではなく（前科は残る）、単に刑の執行が免除されるにとどまる。刑の執行猶予期間中の者については行わない（恩赦法8条）。

復権
刑の言渡しを受けたことに伴い資格喪失又は資格停止された者について、政令により（一般復権）又は特定の者につき個別に（特別復権）資格を回復させるものである。ただし、刑の執行を終わらない者、執行の免除を得ない者については、行わない（恩赦法9条、10条）。例えば選挙違反による公民権停止などは過去復権の対象になったことがある。

## 恩赦を行う方法による区別
恩赦は全て内閣の閣議によって決定される。（日本国憲法第73条7号）
恩赦の対象となる者については、次の2通りの区分がある。
政令恩赦
政令により、罪や刑の種類等を定め、該当するものに対して一律に行われるものである。この方法によることができる恩赦の種類は、大赦・減刑・復権の3種類である。実施されるのは日本の国家的な慶事（祝い事）があった場合が多い。
個別恩赦
特定の者に対して個別的に審査をした上で行われるものである。この方法によることができる恩赦の種類は、特赦、減刑、刑の執行の免除、復権の4種類である。個別恩赦は、中央更生保護審査会に対して恩赦の上申をし、同審査会の審査により恩赦が相当と判断された場合に、同審査会の申出によって行われる（恩赦法12条）。
さらに、個別恩赦は、常時行われる常時恩赦と、一般には政令恩赦の際に同恩赦の要件から漏れた者等を対象に、内閣の定める基準により、一定の期間を限って行われる特別基準恩赦がある。ただし、特別基準恩赦は政令恩赦と関係なく単独で行われる場合もある。